# Benny Goodman
Benjamin David Goodman, detto Benny (Chicago, 30 maggio 1909 – New York, 13 giugno 1986), è stato un clarinettista, compositore e bandleader statunitense.
Ottenne grande successo specialmente negli anni trenta e negli anni quaranta con la sua Big Band ed è ritenuto il più importante protagonista dello swing.

## Biografia

### Inizi
Goodman nacque a Chicago da poveri immigrati ebrei provenienti dalla Russia. Goodman fu indirizzato proprio per volontà del padre agli studi musicali. Nella sua città, nuova capitale del jazz degli anni Venti, il giovane Benny Goodman si distinse subito nelle sue esibizioni per l'eleganza formale e la notevole raffinatezza stilistica, oltre che per l'evidentissimo rispetto delle regole armoniche di una ovvia scuola europea, apprese negli anni degli studi con F. Schoepp, un immigrato tedesco insegnante al Chicago Musical College. A dodici anni suonava già nell'orchestra del teatro ed in diverse orchestre da ballo della città. Le sue prime incisioni (1926), nell'orchestra di Ben Pollack, rivelano uno stile aspro, ma già personale. Dopo la crisi economica del 1929 tornò alla musica da ballo, fondando un'orchestra jazz. Il suo modo di suonare il jazz deriva dai grandi solisti delle band degli anni 1920 tra cui il Creole Jazz Band di King Oliver ed i più noti rappresentanti del "Chicago Jazz" come Johnny Dodds, Barney Bigard o Don Redman. Goodman entrò in una delle band principali di Chicago, l'orchestra di Ben Pollack con cui fece le sue prime registrazioni nel 1932. Due anni dopo cominciò a pubblicare dischi sotto il proprio nome. Negli anni '30 suonò con band di livello nazionale: quelle di Red Nichols, Isham Jones e Ted Lewis. Nel 1934 Goodman fondò la sua propria Big Band che unì per la prima volta musicisti bianchi e neri. Con la sua perfezione raggiunse in pochi anni il riconoscimento non solo del mondo Jazz ma anche di molti appassionati di musica estranei al jazz.
Oltre alla sua Big Band, in cui suonavano tra l'altro i trombettisti Harry James, Joe Triscari e Ziggy Elman, fondò anche il Benny Goodman Trio, con Teddy Wilson e Gene Krupa e successivamente, con l'aggiunta di Lionel Hampton il Benny Goodman Quartet. In seguito fondò un settetto e altre formazioni di rilievo, comprendenti musicisti come Red Norvo, Charlie Christian e Mel Powell.

### Carriera

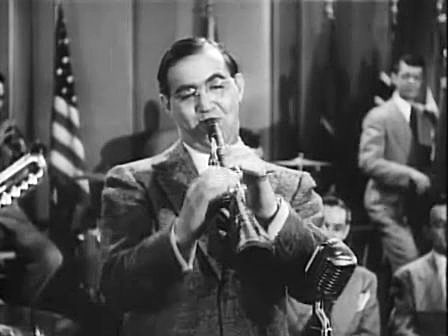
Benny Goodman nel film La taverna delle stelle (1943).

Nel 1938 Goodman diede il suo famoso concerto Jazz nella Carnegie Hall di New York City che era riservata fino allora soltanto alla musica classica.
Il concerto ebbe luogo il 16 gennaio e i 2760 posti disponibili registrarono il tutto esaurito settimane prima con un costo massimo del biglietto di $ 2,75, un prezzo piuttosto elevato per l'epoca.
Il concerto iniziò con tre numeri classici della Goodman band: Don't Be That Way, Sometimes I'm Happy e One O'Clock Jump. Poi eseguirono una breve rassegna della storia del jazz, partendo da un quartetto Dixieland con Sensation Rag. Ancora una volta, la reazione iniziale della folla, anche se gentile, fu tiepida. Poi seguì una jam session su Honeysuckle Rose con Count Basie, Lester Young, Buck Clayton, Johnny Hodges e Harry Carney come ospiti della band.
Numeri del trio (con Krupa e Wilson) e del quartetto (con Hampton) vennero ben accolti, e un'interpretazione vocale di Loch Lomond con Martha Tilton provocò cinque chiamate alla ribalta e richieste per un bis.
Nel finale del concerto il grande successo venne assicurato con il pezzo clou Sing, Sing, Sing, sostenuto dal batterista Gene Krupa con assoli di Babe Russin al sassofono, Harry James alla tromba, e di Goodman. Quando Goodman finì la sua parte, lasciò il pianista Jess Stacy ad esibirsi in un assolo.
L'ultimo pezzo fuori programma fu Big John's Special, noto brano del repertorio di Fletcher Henderson dei primi anni '30.
Il concerto venne registrato quasi per caso, su una lacca in acetato e un master in alluminio. Solo molti anni dopo Goodman ritrovò la lacca dalla quale venne ricavato un doppio LP pubblicato nel 1950 e nel 1998 venne realizzato anche un doppio CD dal master in alluminio e sono diventati tra gli album più venduti di tutti i tempi del jazz live.
Questo concerto è considerato come uno dei più significativi nella storia del jazz. Dopo anni di esibizioni di musicisti provenienti da tutto il paese, il jazz era finalmente stato accettato dal grande pubblico.
Il singolo del 1939 And the Angels Sing, con la Tilton ed Elman alla tromba, nel 1987 è entrato nella Grammy Hall of Fame Award.

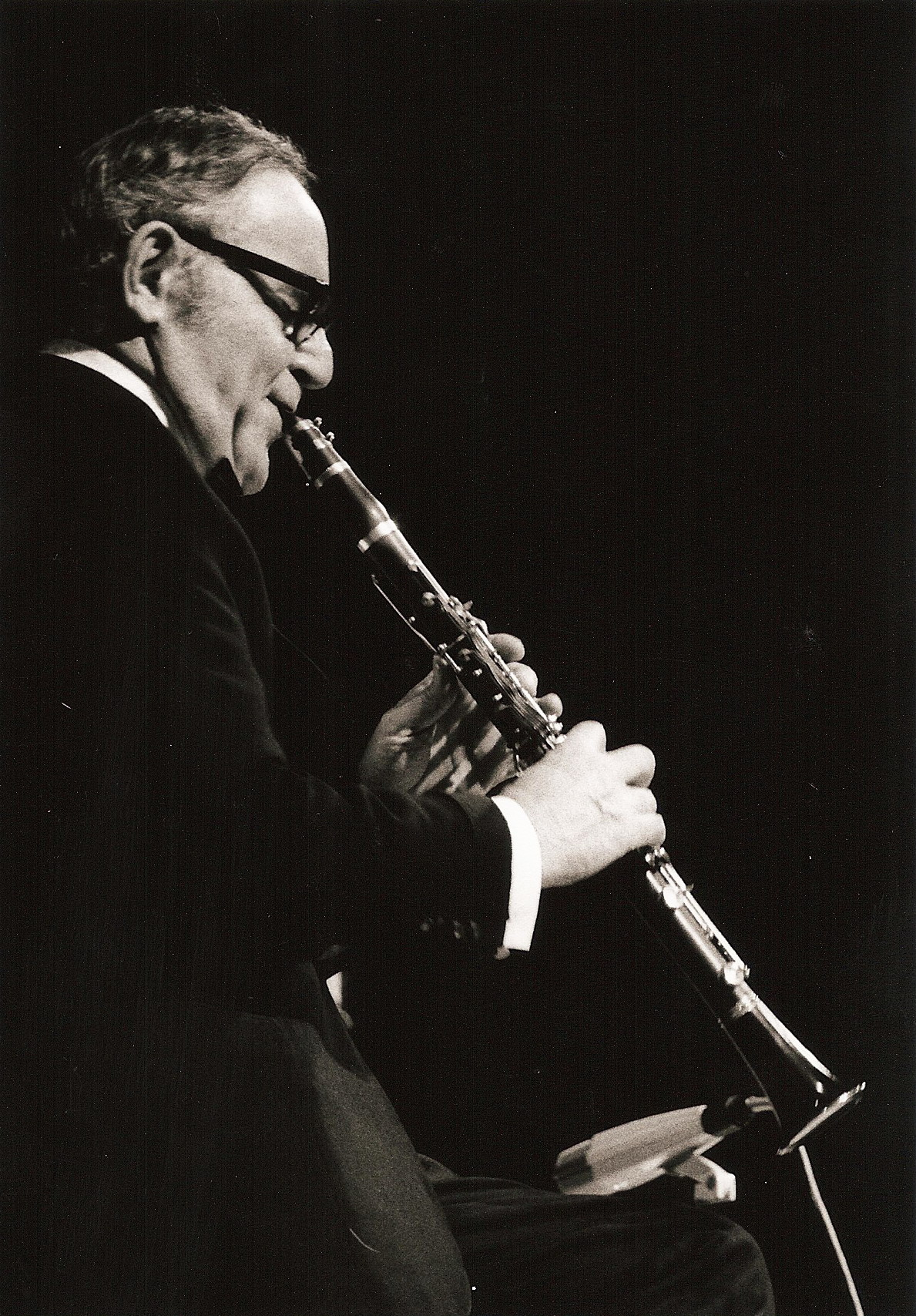
Benny Goodman in concerto a Norimberga nel 1971.

Alcuni grandi compositori hanno dedicato le loro composizioni a Benny Goodman tra questi sono da ricordare Hindemith, Bartók, Copland e Bernstein. Fra gli anni '30 e '40 fu il più importante esponente della musica jazz fra i bianchi e nella musica da ballo dell'epoca, legando il suo nome non solo a composizioni rimaste nella storia (Stompin' at the Savoy o Air Mail Special) ma anche a personaggi musicali che in seguito divennero di vero spicco, come Ella Fitzgerald con Goodnight My Love e Peggy Lee.
Benny Goodman fu un musicista importantissimo per quella evoluzione stilistica che portò il jazz da Classico a Swing e su quest'onda tanti musicisti approdarono poi al BeBop. Contribuì inoltre a gettare un ponte fra generi musicali differenti creando di fatto una nuova figura di musicista e strumentista aperta alla musica classica e al jazz. Oggi questo connubio è molto in voga.
Molti critici di musica sono oggi dell'avviso che Goodman abbia avuto lo stesso valore, per il jazz e lo swing, di Elvis Presley per il Rock'n'Roll. Benny Goodman aveva l'obiettivo di avvicinare il giovane pubblico bianco alla musica "nera" e ha quindi collaborato con il Dipartimento di Stato al programma degli ambasciatori del jazz per superare la discriminazione razziale negli Stati Uniti, poiché nei primi anni Trenta musicisti jazz bianchi e di colore, secondo l'opinione pubblica, non potevano suonare insieme nelle band.
Oggi è ricordato come "King of Swing" (pare che sia stato Gene Krupa a dargli questo appellativo). Inoltre, Benny Goodman rimane per sempre un punto di riferimento per i clarinettisti sia jazz che classici.

### Morte
Nonostante i numerosi problemi di salute che lo affliggevano negli ultimi anni, continuò a suonare fino alla sua morte, avvenuta il 13 giugno 1986 all'età di 77 anni nella sua casa a New York a causa di un arresto cardiaco. Il precedente 25 febbraio aveva ricevuto un Grammy Award alla carriera.

## Onorificenze

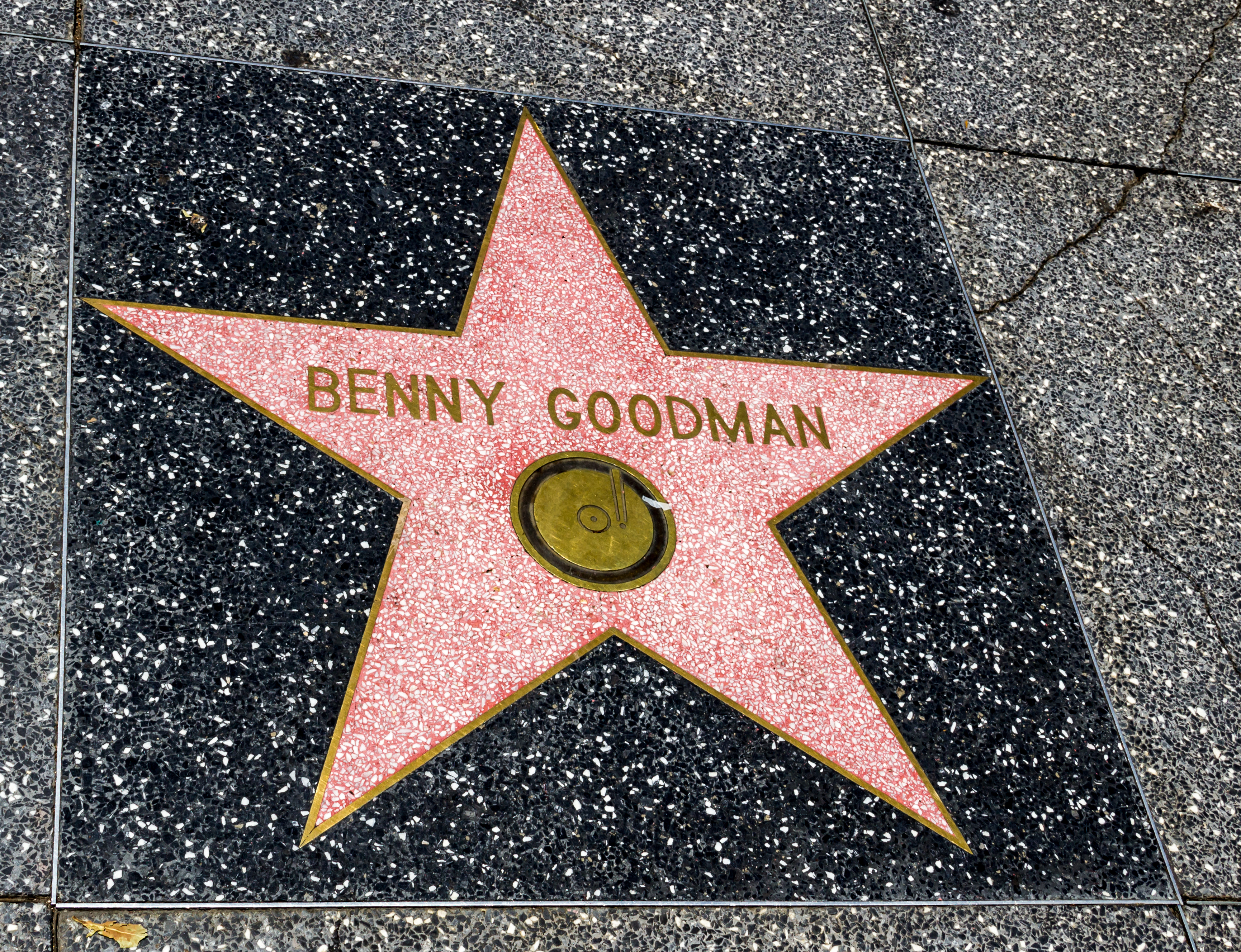
La stella di Goodman sulla Hollywood Walk of Fame.

## Discografia
- 1928 - A Jazz Holiday Decca
- 1929 - Benny Goodman and the Giants of Swing Prestige
- 1929 - BG and Big Tea in NYC GRP
- 1934 - Swinging '34, Vol. 1 Melodean
- 1934 - Swinging '34, Vol. 2 Melodean
- 1935 - Sing, Sing, Sing Bluebird
- 1935 - The Birth of Swing Bluebird
- 1935 - Original Benny Goodman Trio and Quartet Sessions, Vol. 1: After You've Gone Bluebird
- 1935 - Stomping at the Savoy Bluebird
- 1936 - Air Play Doctor Jazz
- 1937 - Roll 'Em, Vol. 1 - Columbia
- 1937 - Roll 'Em, Vol. 2 - CBS
- 1938 - From Spirituals to Swing Vanguard
- 1938 - The Famous 1938 Carnegie Hall Jazz Concert - Columbia (pubblicato nel 1950) - Grammy Hall of Fame Award 1975
- 1938 - Carnegie Hall Concert, Vol. 1 (Live) - Columbia
- 1938 - Carnegie Hall Concert, Vol. 2 (Live) - Columbia
- 1938 - Carnegie Hall Concert, Vol. 3 (Live)- Columbia
- 1939 - Ciribiribin (Live) Giants of Jazz
- 1939 - Swingin' Down the Lane (Live) Giants of Jazz
- 1939 - Featuring Charlie Christian Columbia
- 1940 - Eddie Sauter Arrangements - Columbia
- 1943 - Taking a Chance on Love con Helen Forrest - prima posizione nella Billboard Hot 100 per 3 settimane
- 1949 - Béla Bartók, Mikrokosmos/Contrasts - con Bartók (pianoforte) e Joseph Szigeti (violino), Columbia/Odyssey/Legendary Performances - Grammy Hall of Fame Award 1989
- 1941 - Swing Into Spring - Columbia
- 1947 - Undercurrent Blues Blue Note
- 1948 - Swedish Pastry Dragon
- 1950 - Sextet Columbia
- 1954 - BG in Hi-fi - Capitol
- 1957 - Peggy Lee Sings with Benny Goodman Harmony
- 1958 - Benny in Brussels, Vol. 1 - Columbia
- 1958 - Benny in Brussels, Vol. 2 - Columbia
- 1959 - In Stockholm 1959 Phontastic
- 1959 - The Benny Goodman Treasure Chest MGM 1973 - The King Swings Star Line
- 1960 - Benny Goodman Swings Again - Live on the West Coast
- 1989 - Live at Carnegie Hall
- 1998 - 1935-1938
- 1998 - Portrait of Benny Goodman (Portrait Series)
- 1998 - Carnegie Hall Jazz Concert '38 (CD)
- 1999 - Bill Dodge All-star Recording
- 1999 - 1941-1955 His Orchestra and His

## Filmografia
- La taverna delle stelle (Stage Door Canteen), regia di Frank Borzage (1943)
- Musica maestro (Make Mine Music), regia di Jack Kinney, Clyde Geronimi, Hamilton Luske, Bob Cormack e Joshua Meador(1946)
- Venere e il professore (A Song Is Born), regia di Howard Hawks (1948)

## Letteratura
- Studs Terkel: Giganten des Jazz. Zweitausendeins, Frankfurt 2005 ISBN 3-86150-723-4